# Покушения на Ленина
Известно о нескольких покушениях на Владимира Ильича Ленина. Самое известное из них — покушение, совершенное Фанни Каплан.

## Покушения в январе 1918 года
1 января 1918 года в Петрограде произошло первое неудачное покушение на Ленина, в котором был слегка задет пулей Фридрих Платтен. По одной из версий ВЧК, организатором покушения 1 января 1918 года был Дмитрий Иванович Шаховской. Через несколько лет находившийся в эмиграции князь Д. И. Шаховской объявил, что организатором покушения был он и выделил на эти цели пятьсот тысяч рублей. Исследователь Ричард Пайпс также указывал, что в этом покушении оказался замешан один из бывших министров Временного правительства, кадет Н. В. Некрасов, который сразу после покушения, сменив фамилию на Голгофский, уехал в Уфу, затем в Казань. В марте 1921 года был арестован, отправлен в Москву и в мае, после встречи с В. И. Лениным, освобождён.
В середине января в Петрограде сорвалось второе покушение на Ленина: на приём к М. Д. Бонч-Бруевичу явился с повинной солдат Спиридонов, заявивший, что он участвует в заговоре «Союза георгиевских кавалеров» и получил задание ликвидировать Ленина. В ночь на 22 января ВЧК арестовал заговорщиков в доме 14 на Захарьевской улице, в квартире «гражданки Саловой», однако затем их всех по личной просьбе отправляют на фронт. По крайней мере двое из заговорщиков, Зинкевич и Некрасов, впоследствии присоединились к «белым» армиям.

## Инцидент при переезде Совнаркома из Петрограда в Москву в связи с переносом столицы (март 1918 года)
11 марта 1918 года большевики перенесли столицу из Петрограда в Москву, опасаясь ожидаемого наступления немцев (см. Перенос столицы России из Петрограда в Москву). Переезд правительственных органов проходил в сложных условиях: на 11 марта всё ещё не был окончательно сломлен саботаж железнодорожников. Для отвода глаз о переезде было объявлено 11 марта, однако фактически переезд начался на один день раньше, 10 марта в 2145, и проходил под охраной латышских стрелков под командованием О. Березиня.
По пути следования поезд с Лениным встретился со следовавшим с фронта эшелоном с вооружёнными дезертирами. На станции Малая Вишера произошло столкновение дезертиров численностью до 400 матросов и 200 солдат с численно превосходящими их латышскими стрелками. Латыши разоружили дезертиров и заблокировали «анархистский поезд». Историк Ричард Пайпс в своей работе «Большевики в борьбе за власть» описывал это происшествие следующим образом: «Компания ехала специальным поездом под охраной латышских стрелков. Ранним утром они натолкнулись на состав, заполненный дезертирами, и, поскольку намерения последних были неясны, Бонч-Бруевич распорядился состав остановить и всех разоружить. Затем поезд двинулся дальше и прибыл в Москву поздним вечером».

## Покушение 30 августа 1918 года
30 августа 1918 года на заводе Михельсона в Москве на Ленина было совершено покушение, по официальной версии — полуслепой эсеркой Фанни Каплан. В результате покушения Ленин получил тяжёлое ранение (вопрос об организаторах и участниках покушения, а также причастности Фанни Каплан остаётся невыясненным до сих пор).

Утром того же дня в Петрограде был убит председатель Петроградской ЧК Моисей Урицкий. Несмотря на полученные известия об этом убийстве, в Москве не были приняты дополнительные меры безопасности. Запланированные накануне выступления членов Совнаркома на заводских митингах, назначенные на 6 часов вечера, не были отменены. Ленин должен был выступить на митинге перед рабочими завода Михельсона. Он отбыл на завод без охраны. Охрана отсутствовала и на самом заводе. Речь Ленина на митинге закончилась словами: «Умрём или победим!». Когда Ленин покинул завод и уже садился в автомобиль, к нему подошла женщина с жалобой, что на железнодорожных вокзалах конфискуют хлеб. Каплан сделала три выстрела из пистолета Browning M1900, завёрнутого платком. Шофёр Ленина, Степан Гиль, бросился за неизвестной, однако она через некоторое время остановилась сама, была арестована и доставлена на Лубянку.
Ленин сразу после покушения находился без сознания. По другим сведениям, находясь в сознании, по прибытии в Кремль сам поднялся по лестнице в свою спальню и там упал на стул. Хирурга в Кремле не было, первую помощь оказали жена Бонч-Бруевича Вера Величкина и жена Крестинского, Вера. Ленин попросил вызвать Инессу Арманд, которая вскоре прибыла вместе с дочерью. Женщины послали в аптеку за лекарствами. На следующий день были вызваны хирурги: профессора В. Н. Розанов и В. М. Минц. Врачи обнаружили ранение в шею под челюстью. Вторая пуля попала в руку. Врачи успокоили раненого, сообщив, что положение вскоре стабилизируется. Перебитую руку повесили на вытяжение.
Чекисты установили, что неизвестная является бывшей анархисткой Фанни Каплан, до революции причастной к покушению на киевского генерал-губернатора; в ссылке она присоединилась к эсерам. По собственному признанию, Каплан симпатизировала режиму Комуча и лидеру эсеров Чернову, а Ленина решила убить в качестве мести за разгон Учредительного Собрания.

Я застрелила Ленина, потому что я считаю его предателем. Из-за того, что он долго живёт, наступление социализма откладывается на десятилетия.

### Сведения, обнародованные советской властью в 1922 году во время судебного процесса над эсерами
Подробности покушения, а вернее то, что власти решили сообщить по этому поводу, стали известны общественности, когда в начале 1922 года большевистская власть решила провести первый открытый политический судебный процесс — над лидерами партии эсеров. На процессе давали показания «раскаявшиеся» «эсеровские боевики» Г. И. Семёнов-Васильев и Л. В. Коноплёва.
В соответствии с показаниями Семёнова-Васильева, Боевая организация партии социалистов-революционеров возобновила свою деятельность в начале 1918 года и в июле ликвидировала Володарского. Следующей основной целью был намечен Троцкий как военный лидер большевизма. Однако Троцкий непрерывно перемещался на своём персональном поезде между столицей и фронтом, поэтому, по выражению Васильева, «по техническим причинам» было решено вначале ликвидировать Ленина.
Во время подготовки Семёнов обнаружил, что независимо от него такую же подготовку ведёт Каплан, которую он охарактеризовал как «непоколебимого революционного террориста». Каплан присоединилась к группе Семёнова; сама она на допросах в ЧК утверждала, что действовала самостоятельно, не представляя никакую партию.
Первая попытка покушения была предпринята эсерами 16 августа на собрании Московского парткома, но у исполнителя в последний момент сдали нервы. Вторая, успешная попытка была предпринята 30 августа. Для неё Семёнов назначил дежурного рабочего Новикова, и исполнителем — Каплан. Тем не менее, слепота Каплан, наличие в материалах следствия второго пистолета заставляет рассмотреть версию о том, что настоящим исполнителем покушения на Ленина была хорошо стрелявшая Коноплева.
Параллельно эсеры попытались всё же осуществить покушение на Троцкого, собравшись взорвать поезд, на котором он отбывал на фронт. Однако в последний момент Троцкому удалось сбить их со следа, уехав другим поездом.

### Версия об отравленной пуле
Долго бытовало мнение, что Ленина ранили отравленной пулей. В частности, такое утверждение приводит в своей работе «Большевики в борьбе за власть» историк Ричард Пайпс, ссылаясь на показания Семёнова. Сам Семёнов утверждал, что три пули имели крестообразный надрез, в который был введён яд кураре. Кроме того, согласно медицинскому заключению, врачи действительно обнаружили на извлечённой из шеи Ленина пуле крестообразный надрез. Однако, даже если предположить, что яд был на самом деле нанесён, его свойства были уничтожены высокой температурой в стволе пистолета, образующейся при выстреле.
В дальнейшем вокруг этой версии разросся спор, в котором политические противники Ленина пытались отрицать как отравленные пули, так и наличие самого покушения.

### Результаты покушения
В результате покушений на В. И. Ленина и М. С. Урицкого высший орган Советской власти — ВЦИК — под председательством Я. М. Свердлова объявил о начале Красного террора в условиях разгорающейся Гражданской войны. Совнарком — Советское правительство — 5 сентября 1918 года подтвердил это решение специальным постановлением.
Хотя ранение Ленина казалось смертельным, он выздоровел очень быстро. 25 сентября 1918 года он уехал в Горки и вернулся в Москву 14 октября, сразу возобновив политическую деятельность. Первое после покушения публичное выступление Ленина состоялось 22 октября 1918 года.
Вскоре после покушения ВЧК начала задержания в связи с «заговором послов» Локкарта, обвиненного в подготовке контрреволюционного переворота и свержении советской власти в интересах Антанты.
Большинство современных историков, принимая во внимание отсутствие последствий для Семенова и Коноплевой, считает, что процесс 1922 года понадобился как показательный для репрессий в отношении ПСР. Также отмечается, что большую выгоду от устранения Ленина получал Я. Свердлов, который мог стать заказчиком покушения для группы Семенова.

## Ограбление Ленина (январь 1919 года)
6 января 1919 года под железнодорожным мостом на Русаковской улице банда Кошелькова (Кузнецова) случайно ограбила автомобиль с Лениным, ехавшим к Надежде Крупской (по версии в многочисленных рассказах — на рождественскую ёлку) в Лесную школу в парке Сокольники. По описанию Балабановой А. И.,

Один из них достал пистолет и сказал: «Кошелёк или жизнь!» Ленин показал своё удостоверение личности и сказал: «Я Ульянов-Ленин». Нападавшие даже не взглянули на документ и только повторяли: «Кошелёк или жизнь!» Денег у Ленина не было. Он снял пальто, вышел из машины и, не отдав грабителям бутылку молока, которая предназначалась его жене, пошёл дальше пешком.

## Попытка теракта в сентябре 1919 года
По данным исследователя Савченко В. А., подпольная анархистская группа во главе с Никифоровой М. Г. («Марусей») летом 1919 года начала разрабатывать планы покушений на Ленина и Троцкого. После проведения серии «экспроприаций» анархисты под лозунгом начала «динамитной войны с Совнаркомом и ЧК» взорвали 25 сентября 1919 года здание Московского парткома, в котором ожидалось выступление Ленина. Однако Ленин опоздал на открытие пленума парткома и никак не пострадал. Вместе с тем во время теракта погиб председатель парткома Загорский В. М. и ещё 11 человек, получили ранения Бухарин, Ярославский и ряд прочих видных большевистских деятелей, в общей сложности 55 человек (см. Взрыв в Леонтьевском переулке).
На октябрьские праздники 1919 года анархисты планировали взорвать Кремль, однако вся организация была вскрыта ВЧК и практически поголовно арестована, семь человек расстреляны. Сама Никифорова («Маруся») к этому времени уже была повешена белогвардейцами в Севастополе; предположительно она собиралась взорвать ставку генерала Деникина.